# Kalînivka, Olevsk
Kalînivka (în ucraineană Калинівка) este localitatea de reședință a comunei Jovtneve din raionul Olevsk, regiunea Jîtomîr, Ucraina.

## Demografie
Componența lingvistică a localității Kalînivka
     Ucraineană (99,19%)
     Alte limbi (0,55%)
Conform recensământului din 2001, majoritatea populației localității Kalînivka era vorbitoare de ucraineană (99,19%), existând în minoritate și vorbitori de alte limbi.